# Legio XI Claudia
La Legio XI Claudia Pia Fidelis fu una legione romana ricostituita da Augusto nel 42 a.C. a partire dall'omonima Legio XI arruolata da Gaio Giulio Cesare. Il simbolo della Legio XI non è documentato: potrebbe essere stato il toro, Romolo e Remo allattati dalla lupa, il dio Nettuno.

## Storia

### Epoca repubblicana
Il figlio adottivo di Cesare, Augusto, decise di ricostituire molte delle legioni del padre assassinato, anche con l'intenzione di sottolinearne l'eredità: l'XI fu una di queste legioni. Ricostituita nel 42 a.C., l'XI combatté alla battaglia di Filippi, in cui gli assassini di Cesare, Marco Giunio Bruto e Gaio Cassio Longino, furono definitivamente sconfitti. Successivamente fu inviata in Italia, dove sedò una rivolta a Perugia, e fu probabilmente coinvolta nella sconfitta di Sesto Pompeo, che controllava la Sicilia, ad opera di Marco Vipsanio Agrippa, per conto di Augusto.
La guerra civile tra Augusto e Marco Antonio (32-31 a.C.) vide ovviamente l'XI combattere per Augusto, fino alla decisiva battaglia di Azio.

### Epoca imperiale
Rimasto l'unico signore della Repubblica romana, Augusto riorganizzò le numerose legioni rimaste al suo comando dopo anni di guerre civili: l'XI fu inviata nei Balcani. Dopo la sconfitta nella battaglia di Teutoburgo (9) in cui tre legioni andarono distrutte, Augusto ridispose le legioni rimaste, e l'XI venne inviata a Burnum (moderna Chistagne) in Dalmazia, a condividere il campo con la VII Paterna. Alcune vessillazioni furono inviate a ricoprire altri ruoli lontano dal campo madre: sono attestate in questo periodo a Salonae (Spalato) e a Gardun.
L'imperatore Claudio era stato appena eletto (41), quando il governatore della Dalmazia, Lucio Arrunzio Camillo Scriboniano si rivoltò, proclamandosi imperatore (42). I soldati della XI e della VII Paterna rimasero però fedeli all'imperatore della dinastia giulio-claudia e spensero la ribellione: Claudio premiò le due leali legioni concedendo loro il titolo Claudia Pia Fidelis ("pia e fedele a Claudio").
Durante l'Anno dei quattro imperatori, l'XI Claudia si mise dalla parte del senatore Otone, avversato da Vitellio. Le legioni che li sostenevano si scontrarono a Cremona (prima battaglia di Bedriaco), ma la vessillazione dell'XI giunse in ritardo e Vitellio vinse la battaglia, rimandando indietro la vessillazione senza punirla. Di questa legione si hanno notizie riguardo ad una sua breve permananenza a Novae. Sappiamo che i legionari della Claudia si schierarono con un altro pretendente, Vespasiano, che alla fine divenne imperatore dopo aver sconfitto Vitellio nella seconda battaglia di Bedriaco.
Immediatamente dopo l'ascesa al trono Vespasiano dovette fronteggiare la rivolta batava, e l'XI fece parte della vittoriosa spedizione di Quinto Petillo Cereale. La distruzione di quattro legioni, però, obbligò l'imperatore a ridisporre le proprie truppe, e l'XI si spostò a Vindonissa in Germania superiore, al posto della XXI Rapax, mentre in Dalmazia fu sostituita dalla IIII Flavia Felix.

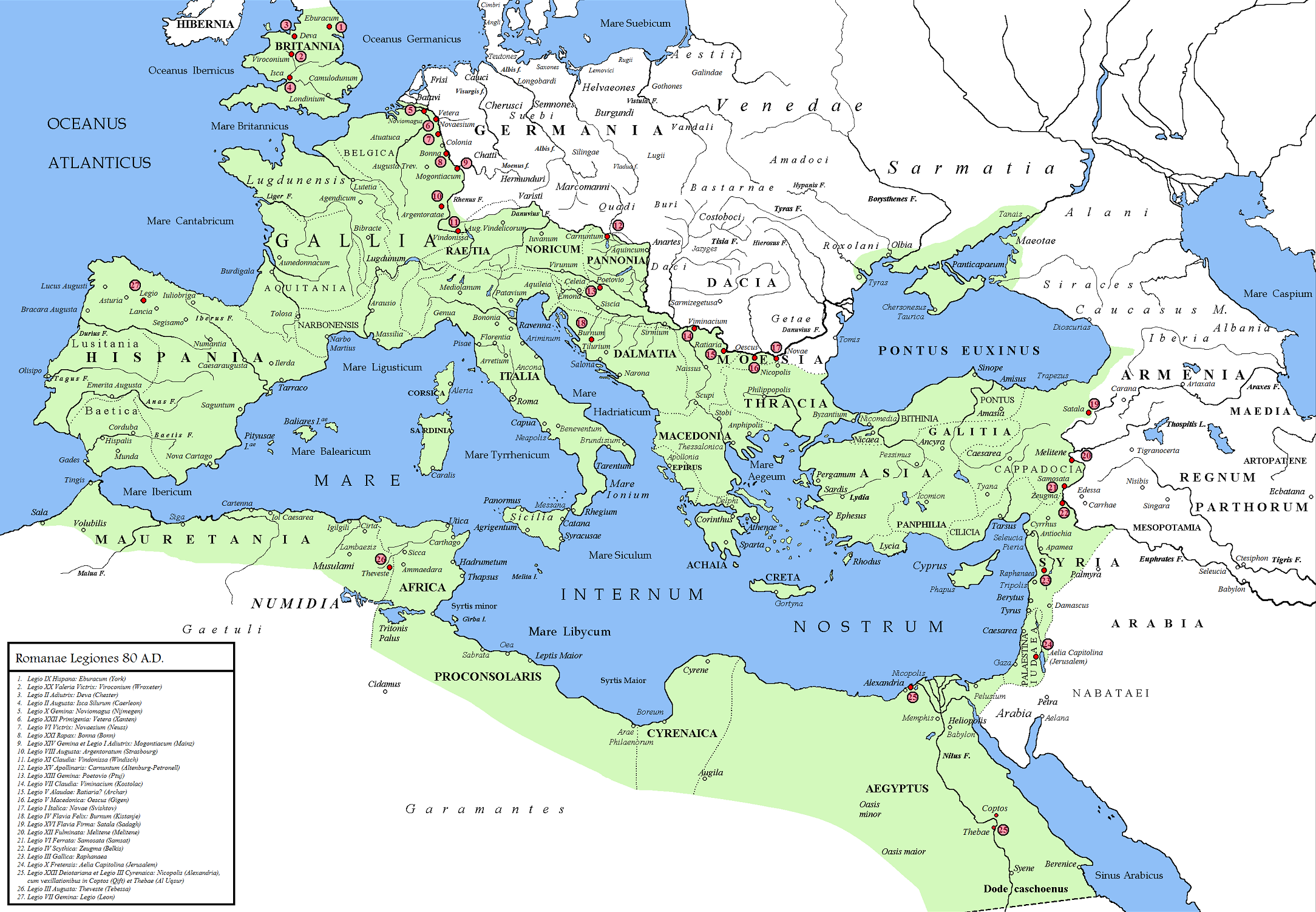
Nell'anno 80, la XI Claudia Pia Fidelis era a Vindonissa in Germania superiore (punto 11).

Dopo aver partecipato a degli scontri sulla riva orientale del Reno nel 73/74, la Claudia fece parte della spedizione comandata dall'imperatore Domiziano contro i Chatti, avvenuta nell'83. Nel 101 la legione venne trasferita a Brigetio (Szöny) in Pannonia inferiore; partecipò probabilmente alla campagna dacica di Traiano, che portò alla conquista della regione (101-106). Poco dopo, prima del 114, l'XI venne spostata a Durostorum (Silistra) in Mesia inferiore. La legione partecipò alla difesa della Crimea, mentre una sua vessillazione fu inviata da Adriano in Giudea in occasione della terza guerra giudaica (132-135).
La XI Claudia si schierò fin dall'inizio dalla parte di Settimio Severo, quando il governatore della Pannonia superiore decise di porre con la armi la propria candidatura alla successione di Pertinace (aprile 193). Assieme alla I Italica, l'XI Claudia combatté contro un altro pretendente, Pescennio Nigro, che fu assediato a Bisanzio. Severo organizzò poi una campagna contro i Parti, arrivando a conquistarne la capitale Ctesifonte, ed è possibile che l'XI vi abbia partecipato.

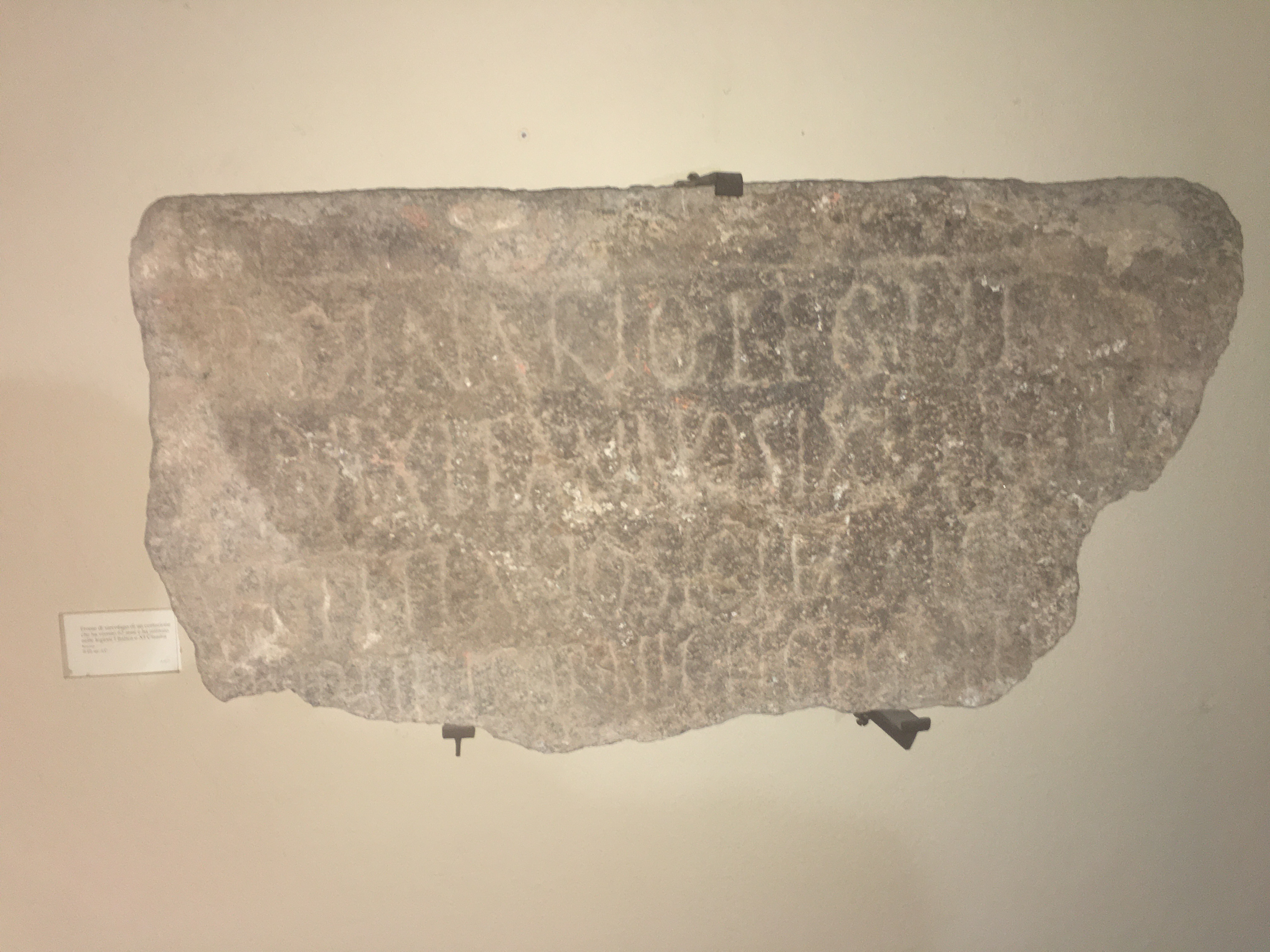
Frammento di un sarcofago di un centurione vissuto 62 anni che militò nelle legioni I Italica e XI Claudia, II-III d.C., Pavia, Musei Civici.

Durante il III secolo, l'imperatore Gallieno dovette affrontare la rivolta di Postumo, signore del cosiddetto Impero delle Gallie. Gallieno riuscì a mantenere il potere, e premiò alcune legioni con titoli come VI Pia VI Fidelis, "sei volte pia, sei volte leale", garantendo ad alcune legioni il titolo anche sette volte. La XI ricevette il titolo sei volte, non sette: non è noto per quale motivo Gallieno non conferì il settimo titolo alla legione, così come non è noto chi avesse conferito i titoli tra il primo e il quinto.
Fino all'inizio del V secolo l'XI fu di guardia sul Danubio, anche se diverse sotto-unità erano sparse per l'impero. La Notitia dignitatum registra come il prefetto della undecima Claudia sia sotto il dux Moesiae secundae a Durostorum,; sotto lo stesso dux ci sono anche altre due sotto-unità dell'XI, la cohors quinta pedatura superior e la cohors quinta pedatura inferior, entrambe a Transmarisca. Sotto-unità dell'XI dovrebbero essere gli undecimani (una unità comitatense) sotto il comes Hispenias e quelli (una unità palatina) sotto il magister militum praesentalis II.